# Rotes Marmorkrötchen

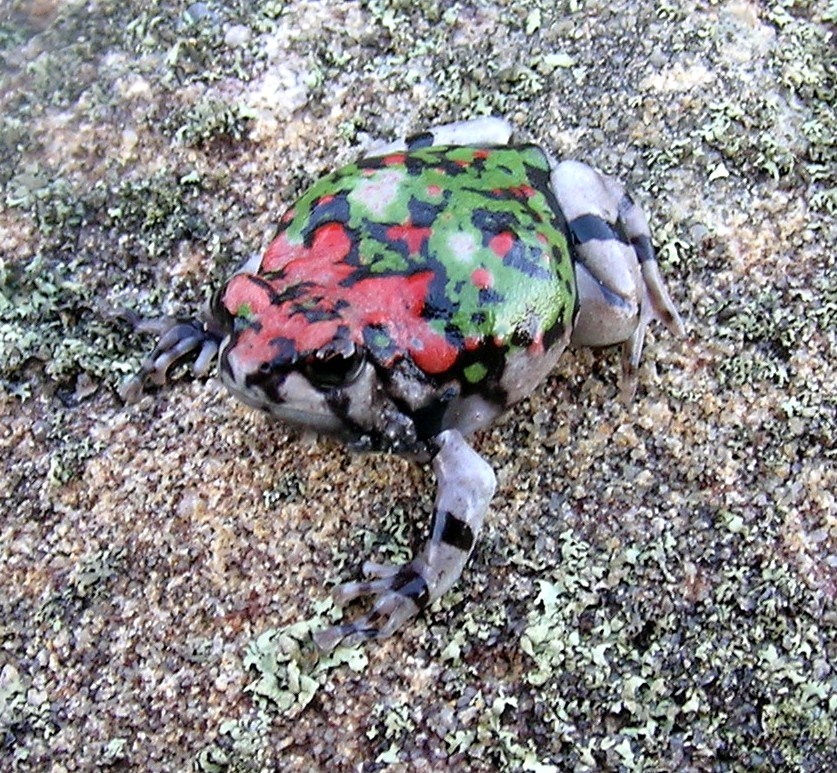
Rotes Marmorkrötchen, rot-grüne Farbvariante

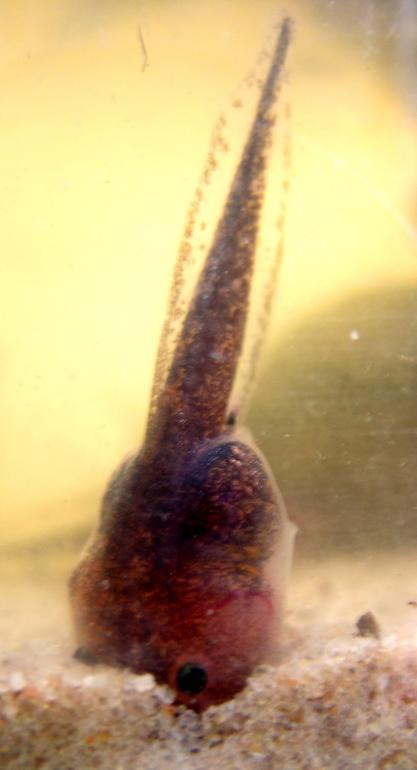
Kaulquappe in der typischen Position beim Fressen von Detritus

Das Rote Marmorkrötchen (Scaphiophryne gottlebei) ist eine endemisch auf Madagaskar vorkommende Froschlurchart (Anura) aus der Familie der Engmaulfrösche (Microhylidae).

## Merkmale
Das Rote Marmorkrötchen ist ein sehr bunter, farblich außerordentlich variabler Engmaulfrosch. Die Rückenzeichnung zeigt ein Muster aus rot-grünen bis orange-gelben Färbungen. Der Bauch ist hellgrau. Typischerweise sind die Weibchen größer (30–40 mm) als die Männchen. Die Männchen erreichen demgegenüber eine Kopf-Rumpf-Länge von 20 bis 30 Millimetern und sind meist blasser gefärbt als die Weibchen. Die Haut auf dem Rücken ist glatt. Das Trommelfell ist nicht sichtbar. Die Schnauze ist sehr kurz, der Mund klein. Auffallend sind die großen, schwarz glänzenden Augen. Die Beine sind relativ kurz, wobei die robusten Hinterbeine mit verhornten Tuberkeln an den Zehen ausgestattet sind, die zum Graben im Erdreich verwendet werden. Die Hände sind mit Krallen versehen, die es dem Frosch ermöglichen, sich an vertikalen, steinigen Wänden festzuhalten. Die Zehen haben gut entwickelte Schwimmhäute.

## Ähnliche Arten
Das Rote Marmorkrötchen ist unverwechselbar, da keine andere Froschlurchart eine ähnlich markante Zeichnung zeigt.

## Verbreitung und Lebensraum
Die Art ist auf Madagaskar endemisch. Sie wurde dort im Isalo Massif im Nationalpark Isalo nachgewiesen und lebt vorzugsweise in felsigen Schluchten.

## Lebensweise
Das Rote Marmorkrötchen ist überwiegend nachtaktiv. Tagsüber halten sich die Tiere meist eingegraben in lockerem Erdreich oder in kleinen Felshöhlen auf. Nach der Paarung werden die Eier ab November in Gewässern abgelegt. Die dunkel pigmentierten Eier werden an Wasserpflanzen direkt unter der Wasseroberfläche befestigt. Es wurden Laichgelege von bis zu knapp unter 200 Eiern gezählt. Die geschlüpften Kaulquappen zeigen ein spezielles Fressverhalten. Sie nehmen eine senkrechte oder leicht angewinkelte Stellung zur Bodenfläche des Gewässers ein, graben den Kopf in das sandige, schlammige Substrat ein und ernähren sich vom Detritus des Bodens. Die Metamorphose erstreckt sich über einen Zeitraum von zwei bis drei Monaten. Bereits während der ersten aktiven Landlebensphase erreichen die Frösche die Geschlechtsreife. Dies ist insofern folgerichtig, als eine Lebensdauer des Roten Marmorkrötchens von nur zwei Jahren ermittelt wurde.

## Gefährdung
Aufgrund des sehr kleinen Verbreitungsgebiets wird das Rote Marmorkrötchen von der Weltnaturschutzorganisation IUCN als „endangered = stark gefährdet“ geführt. Eine Gefährdung der Art ergibt sich aufgrund von Lebensraumveränderungen durch Entwaldung, längere Dürren, Überschwemmungen, Bergbau, Entwässerung des Lebensraums, Verlust der genetischen Vielfalt wegen isolierter Populationen sowie durch illegale Entnahme dieser farblich attraktiven Art aus ihrem Lebensraum für den Tierhandel.

## Etymologie
Das Artepitheton gottlebei ehrt Gunter Gottlebe, einen nach Madagaskar ausgewanderten Deutschen, der am Lac Ampitabe im Naturreservat Ankanin'ny Nofy (Palmarium) an der Ostküste Madagaskars einen privaten Zoologischen und Botanischen Garten führte.